# フランクリン・デラノ・ルーズベルト・ジュニア
フランクリン・デラノ・ルーズベルト・ジュニア（英語: Franklin Delano Roosevelt, Jr.、1914年8月17日 –1988年8月17日）は、アメリカ合衆国の弁護士、政治家、実業家。アメリカ合衆国大統領フランクリン・ルーズベルトの第5子（四男）。

## 生い立ちと結婚歴
カナダ、ニューブランズウィック州カンポベロ島のルーズベルト家サマーハウスで生まれた。このため、アメリカ合衆国の市民権だけでなく、カナダ市民権を取得する権利も有していた。もっとも、この行使したかどうかは不明である。同名の兄弟がいたが、1909年11月に夭逝している。
1936年にレンサ球菌咽頭炎と命を脅かす合併症を発症した。最初の商業的に入手可能なサルファ薬であるプロントジルを使った治療は成功し、ホワイトハウスの医療スタッフが検討していた危険な外科手術は回避され、『ニューヨーク・タイムズ』やその他の新聞は大々的にアメリカにおける抗菌薬や化学療法の時代の始まりを告げた。
兄ジェームズやエリオット同様にトラブルが多く、特に交通違反が多かった。1934年には傷害事故を起こし、父が4500ドルを支払っている。
5回の結婚歴がある。最初は1937年6月30日にエセル・デュポン（1916年1月30日 - 1965年5月25日）と結婚し、2人の息子がいた。
最初は1937年6月30日にエセル・デュポン（1916年1月30日 - 1965年5月25日）と結婚し、2人の息子がいた。
- フランクリン・デラノ・ルーズベルト3世（1938年7月19日 - ) - 長男。
- クリストファー・デュポン・ルーズベルト (1941年12月21日 - ) - 次男。

エセルはフランクリンの政界活動の付き合いに疲れて精神を病み、1949年に正式に離婚、1950年12月にベンジャミン・S・ウォーレン・ジュニアと再婚し、1954年にベンジャミン・S・ウォーレン3世を儲けた。彼女は死の前に何度か精神科の治療を受けていたが1965年5月25日、精神を病んだまま49歳で自殺した。
その後の妻スザンヌ・ペラン（1921年5月2日生まれ - 2022年12月23日没。1949年結婚、1970年離婚）、フェリシア・シフ・ウォーバーグ・サーノフ（1927年生まれ。1970年結婚、1976年離婚）、パトリシア・ルイサ・オークス（1951年生まれ。1977年結婚、1981年離婚）、リンダ・マッケイ・スティーブンソン・ウェイカー（1939年生まれ。1984年に結婚し、1988年に死去するまで連れ添った）と結婚した。
2番目の妻・スザンヌ・ペラン（1921年5月2日 - 2022年12月23日）との間は2人の娘がいた。
- ナンシー・スザンヌ・ルーズベルト (1952年1月11日 - ) - 長女
- ローラ・デラノ・ルーズベルト (1959年10月26日 - ) - 次女

3番目の妻・フェリシア・シフ・ウォーバーグ・サーノフ（1927年 - )との間に子供はいない。
4番目の妻・パトリシア・ルイサ・オークス（1951年 - ）との間には、1人息子がいた。
- ジョン・アレクサンダー・ルーズベルト (1977年10月18日 - )[3] - 三男。

5番目にして最後の妻・リンダ・マッケイ・スティーブンソン・ウェイカー（1939年 - ）との間に子供はいない。
肺癌との闘病後、ポキプシーで1988年8月17日、74歳の誕生日に死亡した。

## 教育
1933年にグロトン校、1937年にハーバード大学、1940年6月にバージニア大学法科大学院を卒業した。
家族は彼の外見や振る舞いがとても父親似だと思っていた。兄ジェームズは「フランクリンは父の外見、話し声、笑顔、魅力、カリスマ性を持っていた。」 (Franklin is the one who came closest to being another FDR.) と述べた。

## 海軍生活
第二次世界大戦中は海軍の下級士官として従軍、カサブランカ沖海戦での勇敢な働きで勲章を受章した。父親の要請を受け、兄エリオット・ルーズベルトと一緒にウィンストン・チャーチル首相と1941年8月の大西洋会談、1943年1月のカサブランカ会談に参加した。また、テヘラン会談の前にもアフリカで父と会っている。
大西洋会談後、ニューファンドランド島アルジェンシャから、チャーチルと共に海を渡り、新たにアメリカが占領したレイキャヴィークの地に降り立った。それはイングランド、スコットランド、ウェールズ、アメリカの連帯を象徴するものであった。
そして駆逐艦メイラントの副長に就任し、1944年3月1日、少佐に昇進。7月18日には護衛駆逐艦ウルヴァート・M・ムーアの艦長となった。ウルヴァート・M・ムーアは太平洋で活動し、2機の日本軍機を撃墜、1隻の潜水艦を撃沈した。1945年9月2日に日本が降伏文書に正式に調印した際には、艦と共に東京湾にいた。驚異的な働きから "Big Moose" として知られ、12個の従軍星章、ブロンズスターメダル、パープルハート章、そして、戦火の中において重傷を負った兵士を安全地帯へ移した勇敢さを評価され、シルバースターを授与された。

## 戦後
戦後、いくつかのニューヨークの法律事務所で勤めた。ニューヨークのルーズベルト・アンド・フレイデン (Roosevelt and Freiden) 法律事務所のシニアパートナーだった。彼のドミニカ共和国の独裁者ラファエル・トルヒーヨの表現は論争を引き起こし、1961年にトルヒーヨの暗殺前に取り消した。
政治家としても活動した。1946年にはハリー・S・トルーマン大統領の下で公民権に関する大統領委員会委員を務めた。1948年、兄弟と共にドワイト・D・アイゼンハワー支持を明確にし、民主党に反旗を翻した。しかし、兄エリオットとは異なり反共産主義的な立場を取り、コラムニストのスチュワート・オールソップによると、兄と親ソ活動について喧嘩となり、マスコミへ兄に関する有害な情報を漏らした。
1946年、アメリカ革命の息子達エンパイアステート学会に参加した。
1949年、ニューヨーク自由党からアメリカ合衆国下院特別選挙で議員に選出された。民主党員として1950年と1952年に再選された。1949年5月17日から1955年1月3日までニューヨーク州第20選挙区代表であった。
名門の出ではあるが、民主党の指導部からは不評であった。兄ジェームズが下院議員になると、サム・レイバーン議長はジェームズに "not waste our time like your brother did." と言った。また、ジェームズはフランクリンについて "had a dreadful record in Congress. He was smart, but not smart enough. He had good ideas and the power of persuasion, but he did not put them to good use. He coasted instead of working at his job, considering it beneath him, while he aimed for higher positions. He may have had the worst attendance record of any member of those days, and it cost him those higher positions." と書いている。
1954年、ニューヨーク州知事選挙に民主党の公認を受けて出馬しようとしたが、タマニー・ホール指導者カーマイン・デサピオから強い説得を受けて断念し、ニューヨーク州司法長官の公認候補となった。他の全民主党候補者が当選したにもかかわらず、彼だけが共和党のジェイコブ・ジャヴィッツに敗北した。その後、母エレノアは反タマニー・ホール運動を始め、1961年にはデサピオを辞任させた。

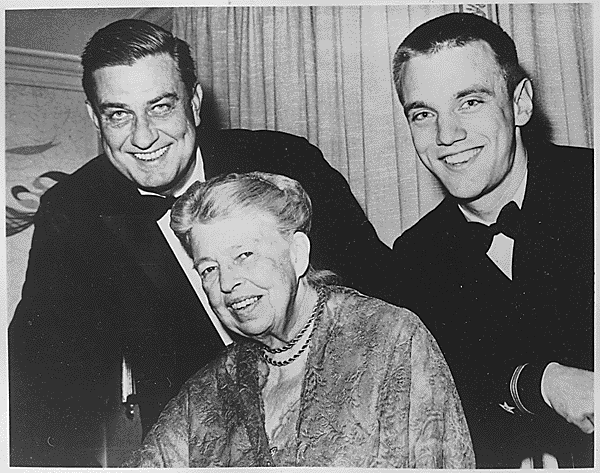
1962年、母、息子フランクリン・デラノ3世と

1960年大統領選挙のウェストバージニア州予備選でジョン・F・ケネディの支援をし、対抗馬ヒューバート・H・ハンフリーが第二次世界大戦中の徴兵を逃れたことを非難した。
ケネディから後に商務次官、アパラチア地域大統領委員会委員長に任命された。商務次官に関しては、ロバート・マクナマラ国防長官が海軍長官就任を拒否したことによるものである。
1966年のニューヨーク州知事選挙では自由党からニューヨーク州知事に立候補するも、共和党の現職ネルソン・ロックフェラーに敗れた。
1965年5月26日から1966年5月11日まで雇用機会均等委員会委員長を務めた。
1973年、兄エリオットが両親についての秘話を綴った "An Untold Story" を刊行すると、家族の先頭に立って非難した。

## 受賞歴
第二次世界大戦中、海軍で以下の賞を受賞した。
- シルバースター
- ブロンズスター勲章
- パープルハート章
- 海軍表彰賞
- アメリカ防衛従軍記章
- アメリカ従軍記章
- European-African-Middle Eastern Campaign Medal with four battle stars
- Asiatic-Pacific Campaign Medal with eight battle stars
- 第二次世界大戦戦勝記念章
- フィリピン解放賞金メダル